# گنجشک آوازخوان
گنجشک آوازخوان (نام علمی: Melospiza melodia) نام یک گونه از سرده گنجشک‌های آوازخوان است.